# Tårnby (dokumentarfilm)
|  | Denne artikel er oprettet af botten Steenthbot ud fra en ekstern database. Den kan derfor have sproglige fejl eller mangler. Denne skabelon kan fjernes efter kontrol af indholdet. |

Tårnby er en dansk dokumentarfilm fra 1959 instrueret af Per Larsen efter eget manuskript.

## Handling
Filmen fortæller historien om Tårnby, "Kommunen hvor gammel bondekultur og den moderne tid mødes."

## Medvirkende
- Mogens Strunge
- Bjarne Nicolaisen
- Jørgen Weel
- Mette Bjerre
- Ib Conradi
- Holger Perfort
- Holger Juul Hansen, fortæller